# T-Shirt

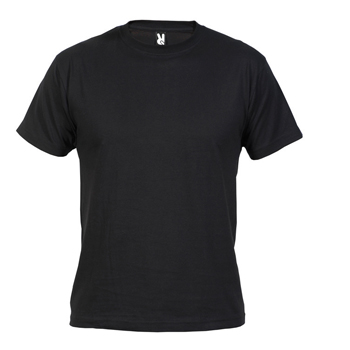
Ein schwarzes T-Shirt

Ein T-Shirt [ˈtiːʃœːɐ̯t] (von englisch shirt ‚Hemd‘), in Bayern, Schwaben, Österreich, Südtirol und der Schweiz auch Leibchen oder Leible (in Bayern und Österreich auch Leiberl) sowie in Ostdeutschland auch Nicki genannt, ist ein Kleidungsstück für den Oberkörper, meistens aus Baumwolltrikot, mit (meistens) sehr kurzen Ärmeln, einem runden oder V-förmigen Ausschnitt, ohne Kragen oder Knöpfe.

## Herkunft und Begriffserklärung

Form eines T-Shirts (Zeichnung)

Diente das T-Shirt im 19. Jahrhundert lediglich als Unterhemd, wird es heute oft als einzige Oberbekleidung bei warmen Temperaturen und beim Sport getragen. Da das T-Shirt ursprünglich zur Unterwäsche gerechnet wurde, galt es als moralisch nicht akzeptabel, es sichtbar zu tragen. Das Hemd entwickelte sich zivilisationsübergreifend als Bekleidung für den Oberkörper zwar früh, das Tragen von Unterwäsche war aber erst zu dieser Zeit üblich geworden; zuvor gab es keine. Besonders ähnlich im Deutschen war das Leibchen.
Der genaue Ursprung des T-Shirts ist allerdings ungewiss; einziger Anhaltspunkt ist der Eintrag im Wörterbuch Merriam-Webster in den 1920er Jahren.
Am häufigsten wird die Herkunft bei den Seeleuten vermutet: Schon lange trugen diese ein dem T-Shirt ähnliches Takelhemd, das bereits keine Knopfleiste mehr auf der Vorderseite hatte. Die kurzen Ärmel, die es vom Unterhemd unterscheiden, soll es dagegen von der Marine her haben: Hinzugefügt anlässlich einer Inspektion der Royal Navy um 1900 durch Königin Victoria, bei einem Modell von Henley von 1901, dem T-shaped undershirt (im Gegensatz zum heute bekannten ärmellosen Unterhemd, dem A-shaped undershirt), oder bei der Ausfertigung eines training shirt für die US Navy (im Gegensatz zum lange unpopulären tank shirt), um nur die häufigsten Theorien zu nennen.
Populär wurde das T-Shirt nach dem Zweiten Weltkrieg, in Europa in den 1960ern. 1948 trat Thomas E. Dewey für die US-Präsidentschaft an und nutzte T-Shirts mit dem Aufdruck seines Mottos “Dew it with Dewey” (deutsch: „Mach’s feucht mit Dewey“) – gemeint war wohl “Do it […]” (deutsch: „Tue es […]“). Wirklich weltweit populär wurde es durch Marlon Brando (Endstation Sehnsucht, 1951) und James Dean (… denn sie wissen nicht, was sie tun, 1955), die in diesem Unterhemd im Film auftraten, beides Kassenschlager vor allem durch die rebellischen und erotisierten Charaktere: Marlon Brando ruft in seinem Film im nassen, zerrissenen T-Shirt Stella zu, dass er sie liebt, auch das Filmplakat zeigt ihn muskulös in diesem (noch so bezeichneten) Unterhemd. Ebenfalls aus zahlreichen Filmen ist die Masche bekannt, eine Schachtel Zigaretten im umgeschlagenen T-Shirt-Ärmel mitzuführen. Damit war das T-Shirt zur Ikone der Popkultur aufgestiegen.
Das T-Shirt avancierte in Europa spätestens in den 1970er zu einem modischen und in den 1980er Jahren zu einem alltäglichen Bekleidungsstück. Es wird von Frauen wie von Männern getragen. Somit ist es ein Unisex- oder Einheitskleidungsstück und wird nach den Formen der Kleiderordnung zur Freizeitbekleidung gezählt. Die feminine Form des einfachen T-Shirts ist das sogenannte Girlie-Shirt. Dieses ist figurbetonter geschnitten, liegt im Gegensatz zur männlichen Version enger am Körper an und betont daher die Silhouette der Trägerin.
Besonders in den Gebieten der ehemaligen DDR werden T-Shirts auch als Nicki bezeichnet, dieser Begriff schließt aber auch Pullunder oder Unterhemden mit ein. Eine veraltete, heute kaum noch gebräuchliche Bezeichnung ist Ruderleibchen. Bevor das Tragen von T-Shirts allgemein üblich wurde, war es als Kleidungsstück von Sportruderern bekannt.

## Herstellung
Die meisten T-Shirts werden aus Baumwolle hergestellt. Nachfolgend wird die Herstellung kurz erläutert.
Nach der Ernte der Baumwolle werden die Fasern gereinigt und in der Spinnerei zu einem Garn versponnen. In der Strickerei wird aus diesem Garn eine textile Fläche (Stoff) erzeugt. Je nach der Art, wie die Maschen gebildet werden, unterscheidet man zwischen Wirken und Stricken. Bei der Konfektion werden nach einem Schnittmuster einzelne Teile aus der Stoffbahn gestanzt und anschließend zum fertigen T-Shirt vernäht.
Seine Farbe kann das Shirt in unterschiedlichen Stadien der Herstellung erhalten. Bei vielen einfarbigen Teilen ist ein Färben des Garns oder der Stoffbahn sinnvoll. Bei geringen Stückzahlen und vielen verschiedenen Farben wird erst das fertig konfektionierte Produkt gefärbt. Wichtig für das Ergebnis der Färbung ist aber immer die Vorbehandlung des Materials. Je nach gewünschter Farbtiefe wird die naturfarbene Baumwolle mehr oder weniger gebleicht. Für helle und brillante Farbtöne muss ein Vollweiß erzielt werden. Für dunkle und stumpfe Farbtöne reicht ein Farbweiß aus.

## Größen
T-Shirts werden üblicherweise in internationalen Konfektionsgrößen wie S, M, L oder XL ausgezeichnet.

## Handel
Im Jahr 2015 hat Deutschland T-Shirts im Wert von umgerechnet 3,5 Milliarden Euro importiert. 25 Prozent davon kamen aus Bangladesch, 20 Prozent aus der Türkei und 10 Prozent aus China.

## Ähnliche Kleidungsstücke
- Achselshirt
- Longsleeve
- Top
- Polohemd